# Сеймський регіональний ландшафтний парк
«Се́ймський» — регіональний ландшафтний парк в Україні. Розташований у західній частині Сумської області, цілком у межах Конотопського району. Сеймський регіональний ландшафтний парк — це найбільша за площею в Сумській області природно-заповідна територія.

## Загальні відомості
Площа 98 857,9 га. Утворений згідно з розпорядженням голови Сумської облдержадміністрації від 14.12.1995 року № 237. Перебуває у віданні: Комунальний заклад Сумської обласної ради «РЛП «Сеймський». 
До складу ландшафтного парку входить заплава Сейму та перша (надзаплавна) тераса (плоска, піднесена, древніша частина долини), краще виражена на лівому березі річки.

### Території природно-заповідного фонду у складі РЛП «Сеймський»
Нерідко, оголошенню національного парку або заповідника передує створення одного або кількох об'єктів природно-заповідного фонду місцевого значення. В результаті, великий РЛП фактично поглинає раніше створені ПЗФ. Проте їхній статус зазвичай зберігають. 
До складу регіонального ландшафтного парку «Сеймський» входять такі об'єкти ПЗФ України:
- Пам'ятка природи загальнодержавного значення «Урочище Боромля», зоологічна
- Заказник місцевого значення «Єзуцький», ландшафтний
- Заказник місцевого значення «Мутинський», ботанічний
- Заказник місцевого значення «Бочечанський», ландшафтний
- Заказник місцевого значення «Озаричанський», орнітологічний
- Заказник місцевого значення «Мариця», ботанічний
- Заказник місцевого значення «Камінські пісковики», геологічний
- Заказник місцевого значення «Попів Грудок», загальнозоологічний
- Заказник місцевого значення «Оленкин», загальнозоологічний
- Заповідне урочище «Драгомирівщина»
- Парк-пам'ятка садово-паркового мистецтва місцевого значення «Камінський»
- Парк-пам'ятка садово-паркового мистецтва місцевого значення «Волокитинський парк»
- Пам'ятка природи місцевого значення «Озеро Червоне», гідрологічна
- Пам'ятка природи місцевого значення «Дуби», ботанічна
- Пам'ятка природи місцевого значення «Спадщанське озеро», гідрологічна

## Рослинність
Основну площу займають ліси та луки, а в заплавах, здебільшого приток Сейму, трапляються болота та заболочені місця. Лісові масиви переважно хвойні, листяні та змішані (соснові, сосново-дубові, дубові, липово-дубові та кленово-липово-дубові ліси).

### Лісові рослини
Соснові ліси парку розташовані на піщаних ділянках. Рослинність розподілена в залежності від рельєфу — на піщаних пагорбах можна знайти лишайникові та злаково-лишайникові угруповання. Тут трапляються крім типових пісколюбів (псамофітів) такі малорозповсюджені та рідкісні на Сумщині види, як пустельниця скельна і юринея харківська, а навесні розквітає занесена до Червоної книги України сон-трава. 
Нижче за рельєфом розташовані соснові ліси з розрідженим орляком, поруч з якими росте плаун колючий. Він та баранець звичайний (доволі рідко трапляється на рівнинах) теж занесений до Червоної книги України. 
Досить сильно розрослися листяні ліси, де між ділянками старих дубів можна побачити такі рослини, як: наперстянка великоквіткова, стародуб прусський, валеріана пагононосна, півники угорські, орлики звичайні та нині рідкісні змієголовник Рюйша з анемоною лісовою. Також тут можна знайти занесені до Червоної книги: лілія лісова, коручка чемерникоподібна, любка зеленоквіткова та осока затінкова, яка більше ніде на Сумщині не росте. Серед рівнинних ділянок дубових лісів серед трав переважають тонконіг дібровний та перестріч гайовий. 
Трапляються окремі невеликі ділянки кленово-дубового лісу, які майже суцільно заросли барвінком малим і лише в деяких місцях його перебивають осока пальчаста, конвалія звичайна, костяниця та інші. Серед пагорбів можна знайти яглицю звичайну, чистець лісовий, фіалку дивну, купину багатоквіткову, цирцею звичайну та інші. Поодиноко росте малорозповсюджений воронець колосистий.

### Луки
Різноманітна лугова рослинність парку здебільшого представлена спільнотою так званих справжніх лук середнього рівня, в якій переважають мітлиця тонка, стоколос безостий та мітлиці. Вони займають заплави Сейму та його приток. Нижче за рельєфом розташовані справжні луки, де найчастіше трапляються костриця лучна, лисохвіст лучний, тимофіївка лучна, а серед бобових такі рослини, як: конюшина лучна, конюшина повзуча, лядвенець український, люцерна румунська та суховершки. 
Окрім справжніх лук незначні площі займають торфянисті та заболочені луки. 
Торф'яні луки розташовані в плоских пониженнях, переважно в притерасній частині річкової заплави і домінує тут типовий в таких умовах щучник. Також невеликими ділянками зустрічаються осока звичайна, та рідше — осока дерниста. 
Характерними для заплави Сейму є заболочені луки, невеликі ділянки яких можна побачити в низинах центральної частини заплави і ширші смуги — в притерасних частинах. Рослинність заболочених лук представлена переважно лепешняком, осокою гострою та очеретянкою звичайною. Додатково тут трапляються фітоценози тонконога болотного та бекманії. Серед луго-болотного різнотрав'я поодиноко зростають вовконіг європейський, частуха подорожникова, плакун верболистий, вербозілля звичайне та інші види. 
Остепнені луки, які не займають значних територій, можна знайти в найвищих точках прируслової та центральної частин заплави Сейму. Загалом ці ділянки представлені спільнотами тонконога вузьколистого, осоки ранньої, келерії Делявіня. Подібні травостої остепнених лук найчастіше невисокі та розріджені, а їхня ярусна структура нечітко виражена. До характерних видів лугового різнотрав'я тут можна віднести лядвенець український, підмаренник справжній, зірочник, гадючник звичайний та деякі інші види. 
Серед різноманіття лукових та луково-болотних видів, які утворюють основу флористичного ядра, трапляється ряд рідкісних видів. Це занесені до Червоної книги України косарики тонкі та рідкісні на Сумщині півники сибірські. 
Луки ландшафтного парку мають велике господарче значення. На теперішній час вони викошуються та випасаються. При зонуванні парку основні площі увійдуть до господарчої зони з особливим режимом використання, але для цього потрібно їх ретельно вивчити.

## Галерея

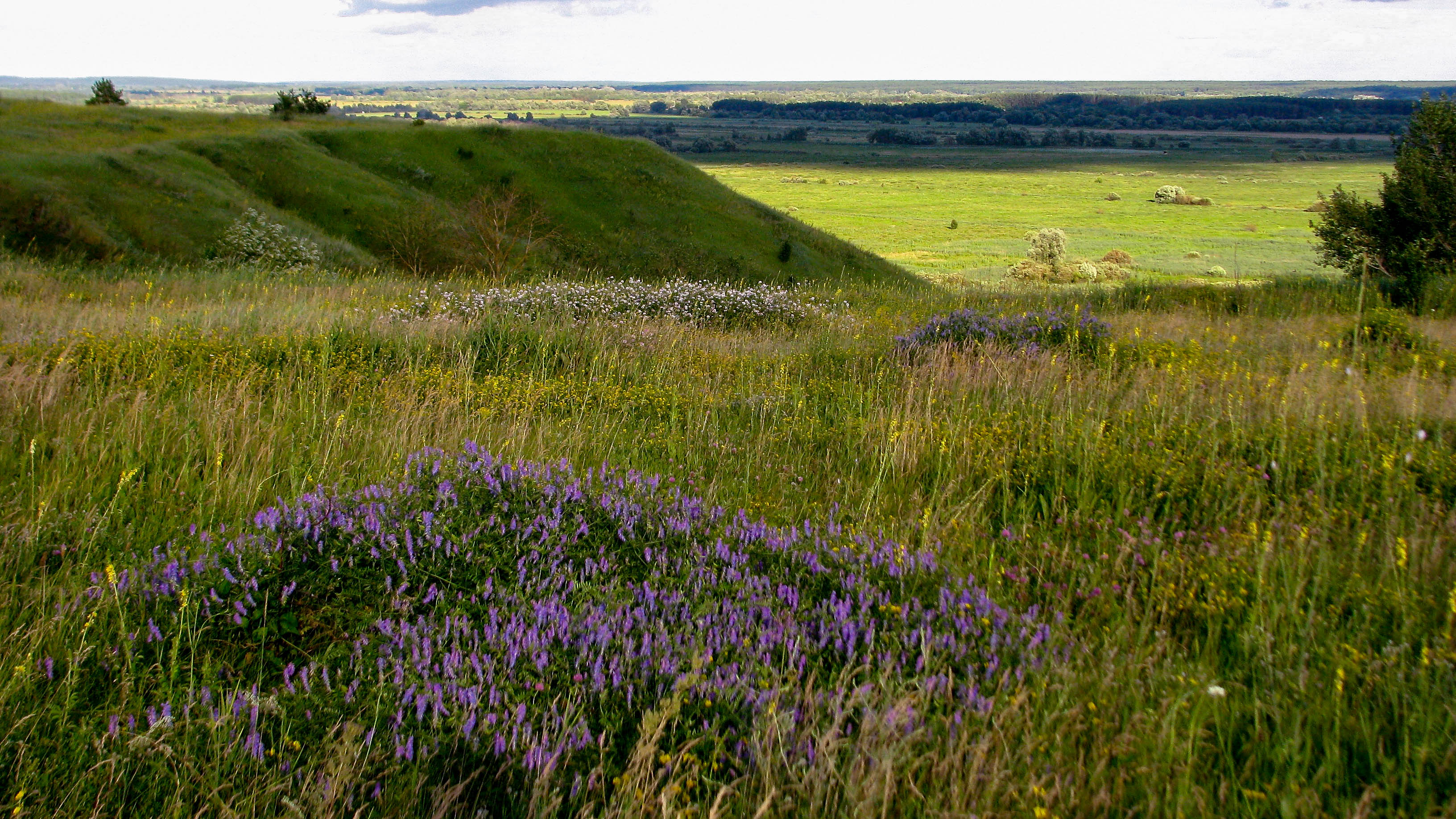
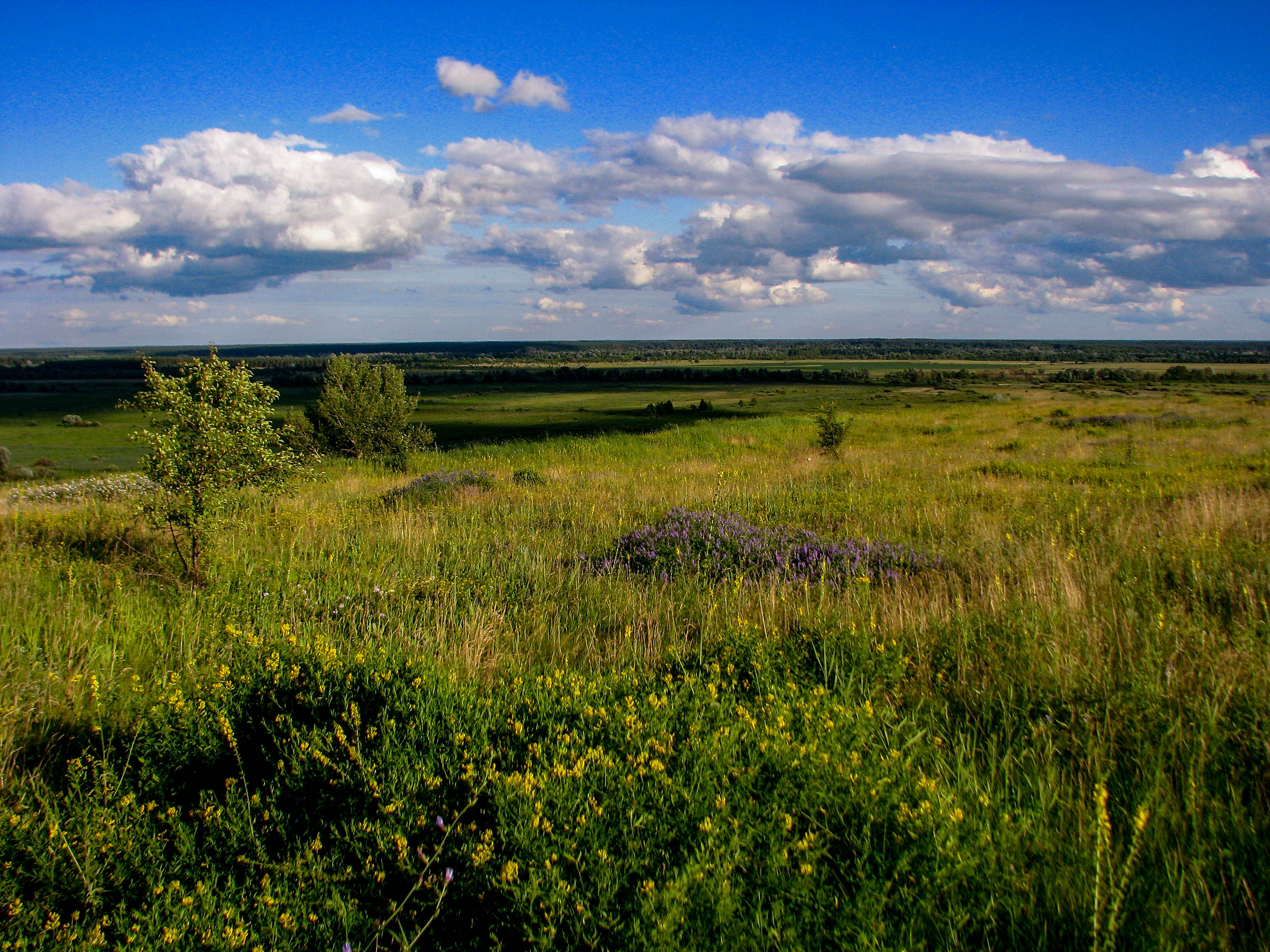
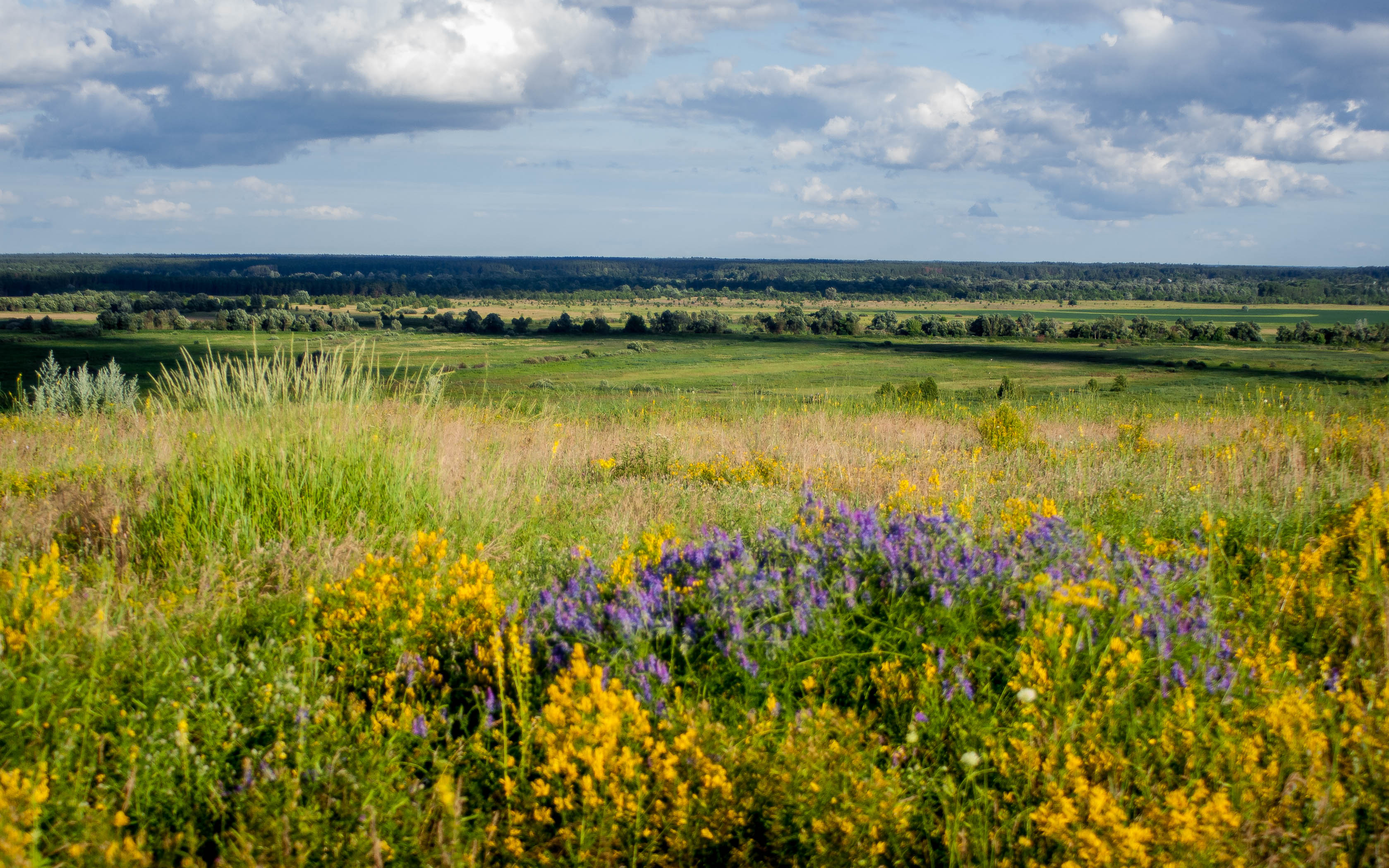
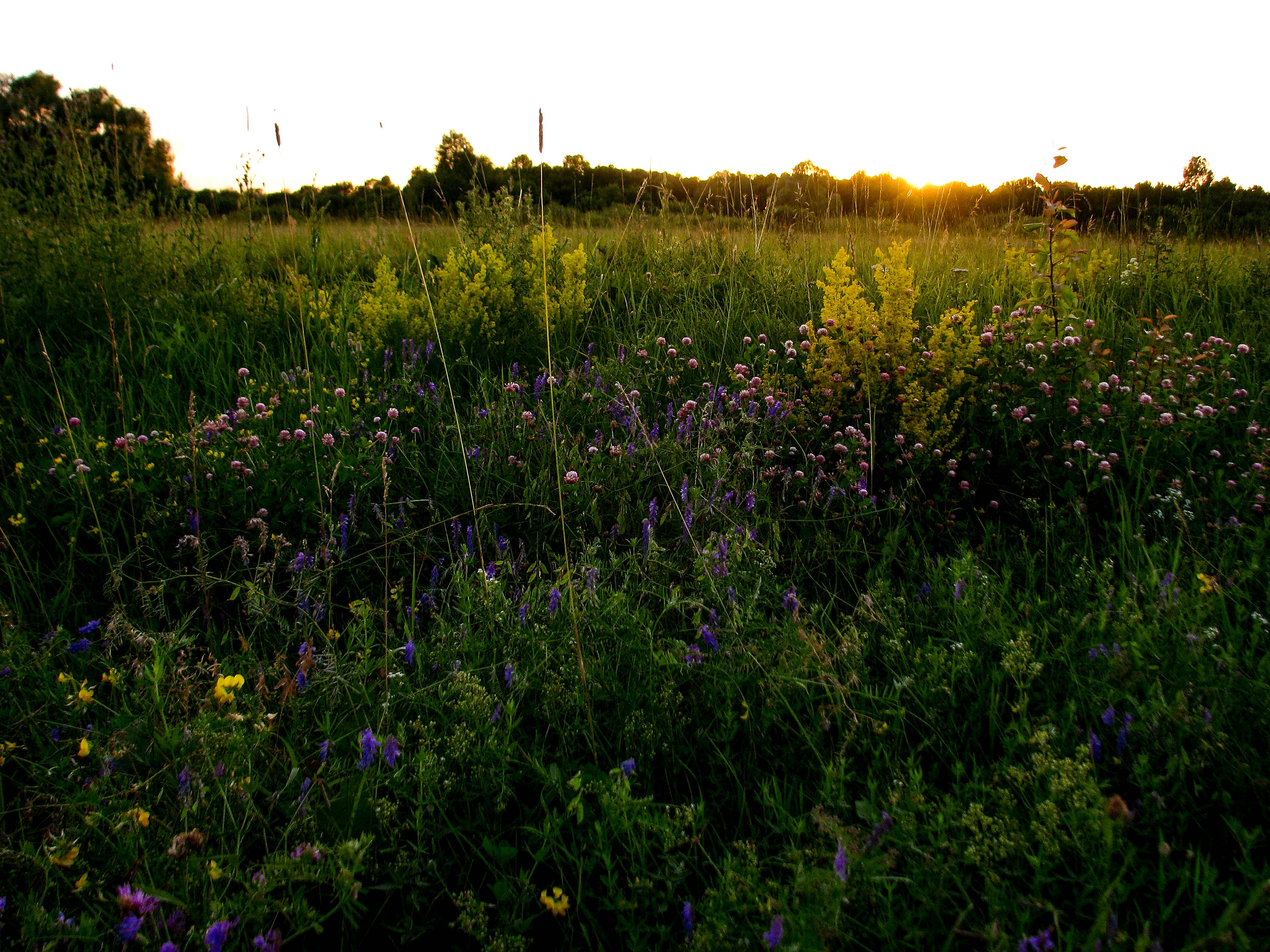
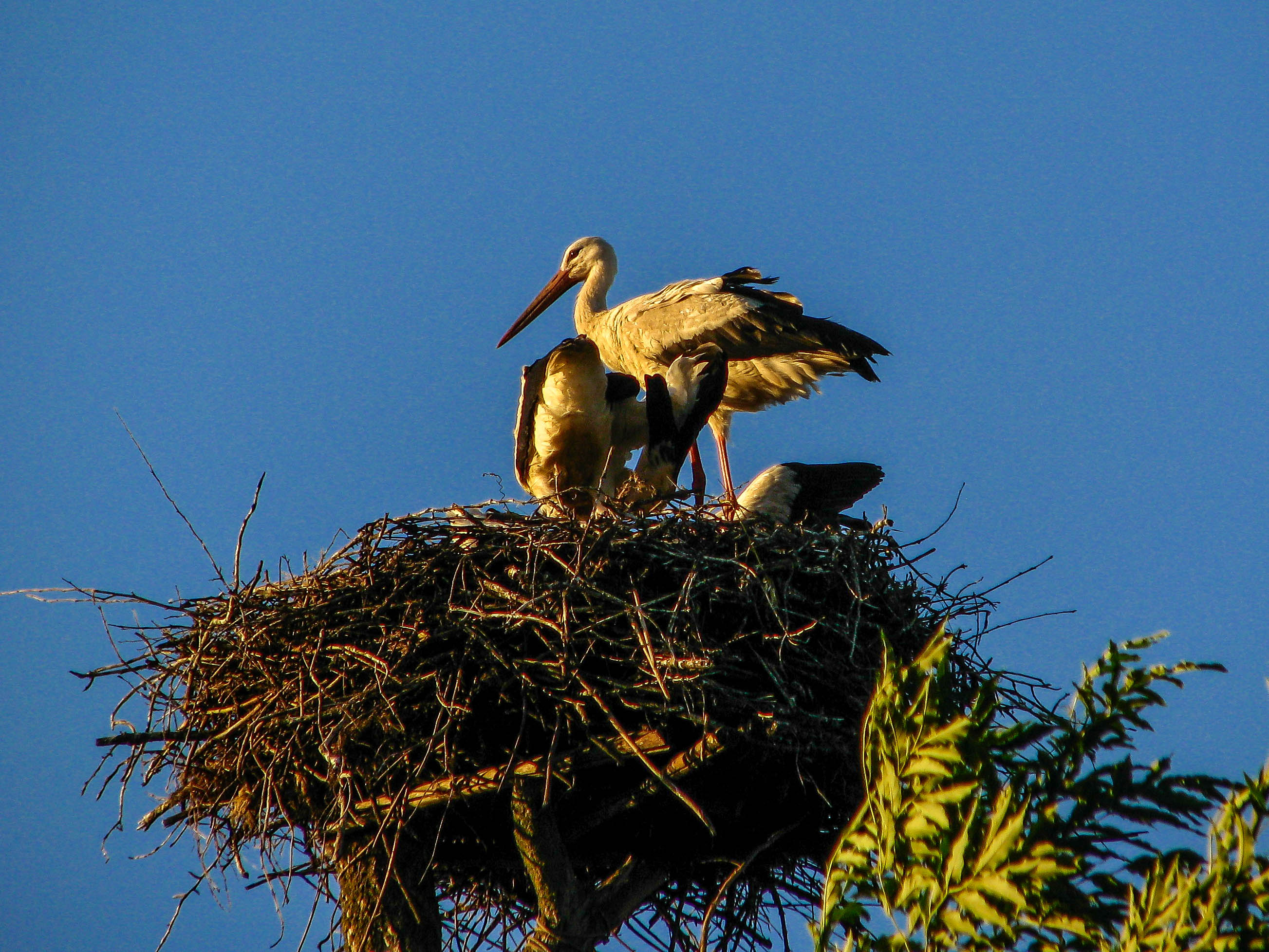